# Drible de Pelé

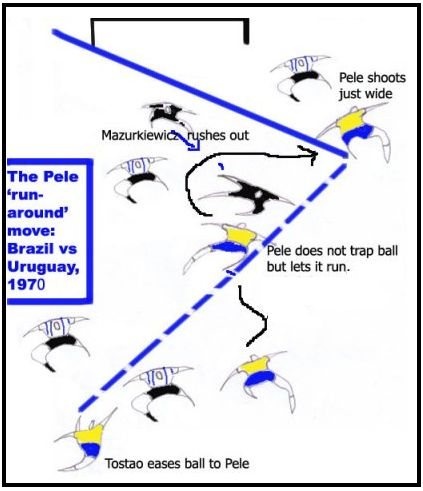
Desenho da jogada

Drible de Pelé, ou Drible do Pelé, foi um histórico drible de corpo que Pelé aplicou no goleiro uruguaio Ladislao Mazurkiewicz na Copa do Mundo FIFA de 1970 e que é considerado uma das jogadas mais bonitas e mais lembradas de todas as Copas do Mundo. A jogada em si é uma variante do drible da vaca, mas neste caso, para se fazer o drible, o jogador não toca na bola.
Este lance é o tema principal do livro O Drible, do escritor Sérgio Rodrigues, que o descreve como "o drible mais espetacular e improvável da história."

## O drible
Na semifinal da Copa de 1970, contra o Uruguai, Pelé recebeu um lançamento de Tostão e sem tocar na bola, passou pelo goleiro Mazurkiewicz, enganando-o apenas na corrida em direção ao gol. Ele deixou a bola passar por um lado do goleiro, pegou do outro lado e chutou cruzado. Como estava sem ângulo, a bola foi pra fora.
Este lance foi explicado por um relatório técnico da FIFA como um "movimento audaciosamente executado, que necessita de imensa habilidade, tempo, julgamento e velocidade." Este drible também é alvo de análise no livro "Scientific Soccer in the Seventies" do historiador de futebol Kenneth MacDonald.

### Na mídia
- Em 2005, uma campanha publicitária da Volkswagen, para o carro Gol G4, usou a imagem deste lance. A propaganda se apropria das imagens do lance, e a usa até Pelé chutar a bola. A trajetória da bola é então “corrigida” e a bola entra no gol. Quando Pelé comemora o gol, o locutor fala: “Vem aí o Gol Geração 4. O Gol que todo mundo sempre quis ver.”[7]
- Em 2013, o livro "O Drible" tem como tema principal este lance.[3]

## Outros lances parecidos
- Em 1972, na partida   River Plate 7x2 Independiente válido pelo Torneio Nacional Argentino, o jogador do River Beto Alonso utilizou esse mesmo artifício para vencer o goleiro Miguel Ángel Santoro, nesta ocasião a bola permaneceu na frente do gol e conseguiu converter.[8]
- Em 1979, na partida Flamengo 7 x 1 ADN, válida pela Taça Guanabara daquele ano, Zico usou deste artificio para driblar o folclórico arqueiro Passarinho. Diferentemente de Pelé, porém, Zico acabou marcando o gol.[9]
- Em 1995, na partida entre IFK Göteborg e Helsingborgs, o meia sueco Jesper Blomqvist também usou deste artifício para driblar o goleiro e marcar o gol,.[10]
- Em 2013, Neymar, então no Barcelona, usou deste mesmo artificio para driblar o goleiro Kiko Casilla, do Espanyol. Porém, após ser driblado, o goleiro fez uma falta no atacante, que não conseguiu dar prosseguimento à jogada.[11][12]
- Também em 2013, o jogador mexicano Richard Ruiz, do Tijuana, em jogo contra o Atlante, pelo Campeonato Mexicano, marcou um dos gols da partida após fazer uma jogada semelhante a de Pelé.[13]
- Em abril de 2014, o jogador turco Sami Allagui, do Hertha Berlim, aplicou o drible em um zagueiro do Hoffenheim, o que lhe proporcionou ficar cara a cara com o goleiro, e assim marcar o gol de empate.[14]
- Em outubro de 2016, o jogador Lucas Moura, do PSG, aplicou este drible num zagueiro do Bordeaux.[15]